# Rettung der Phänomene
Rettung der Phänomene (altgriechisch σῴζειν τὰ φαινόμενα sōzein ta phainómena „die Erscheinungen retten“, lateinisch salvāre apparentiās) nennt man das griechische astronomische Forschungsprogramm, das zum Ziel hatte, die scheinbar unregelmäßigen Bewegungen der Himmelskörper (die Erscheinungen) zu retten, das heißt, sie mit gleichförmigen kreisförmigen Bewegungen zu erklären und damit mit den gängigen Vorstellungen der Philosophie über die Himmelsmechanik zu vereinbaren, wie man sie etwa in Platons Ideenlehre findet.
Die Formulierung des Programms und die Benennung Rettung der Phänomene wurden in der Antike Platon zugeschrieben, stammen aber vermutlich von Eudoxos von Knidos.
Einen endgültigen Abschluss fand dieses Programm erst in der Neuzeit durch die Arbeiten von Nikolaus Kopernikus, dessen Werk De revolutionibus orbium coelestium letztlich das heliozentrische Weltbild durchsetzte, und von Johannes Kepler, der die Bewegungen der Himmelskörper als elliptisch erkannte und seine Ergebnisse in dem Werk Astronomia nova veröffentlichte.